# Wittdün
Wittdün (frisó septentrional Witjdün, danès Vitdyn) és un dels municipis de l'illa d'Amrum (Illes Frisones) que forma part del districte de Nordfriesland, dins l'Amt Föhr-Amrum, a l'estat alemany de Slesvig-Holstein. Segons el cens de 2022 te una població de 814 habitants.

## Història
A diferència dels altres pobles d'Amrum, Wittdün és un assentament relativament recent. Va ser fundada l'any 1890 com un balneari al costat d'un nou port de ferris que connecta l'illa amb el continent. El motiu de la fundació d'aquest nou poblat era la por de molts illencs d'una disminució de la seva cultura frisona a causa de l'afluència de turistes des del sud. Així que, molts vilatans pensaven que la concentració del turisme de platja emergent en un sol poble protegiria la comunitat local de les influències malignes.
Fins al 31 de desembre, 2006, el municipi de Wittdün, juntament amb Nebel i Norddorf va formar l'Amt Amrum.